# Vilmoš Lóczi
Vilmoš Lóczi (en serbe : Вилмош Лоцзи) est un ancien joueur yougoslave de basket-ball.